# Средни рът
Срѐдни ръ̀т е село в Северозападна България. То се намира в община Роман, област Враца. Намира се на около 90 км североизточно от град София и на около 35 км североизточно от град Ботевград.

## География
Село Средни рът се намира в планински район. Разположено е по поречието на река Малък Искър. Съседните села до село Средни рът са село Своде и село Караш. Разположен е на 15 км от град Роман, който е общински център.

## История
Селото е образувано от махалите Средни рът, Подлес, Скръвенското, Кондурите, Койчовци, Момчово тръне, Куманица и Бочовското, които до 7 април 1949 г. са част от село Караш.

## Население
Преброяване на населението през 2011 г.
Численост и дял на етническите групи според преброяването на населението през 2011 г.:
|                     | Численост | Дял (в %) |
| Общо                | 30        | 100,00    |
| Българи             | 0         | 0,00      |
| Турци               | 0         | 0,00      |
| Цигани              | 0         | 0,00      |
| Други               | 0         | 0,00      |
| Не се самоопределят | 0         | 0,00      |
| Неотговорили        | 28        | 93,33     |